# كاتدرائية مار توما الرسول (الموصل)
كاتدرائية مار توما أو كنيسة مار توما (بالسريانية: ܥܕܬܐ ܕܡܪܝ ܬܐܘܡܐ ܫܠܝܚܐ)‏، هي كنيسة سريانية أرثوذكسية تقع في حي الساعة بمدينة الموصل. تعتبر أقدم كنيسة في الموصل كما كانت مقرًا لإقامة البطاركة السريان الأرثوذكس في المدينة سابقًا.

## تأسيس الكنيسة
لا يعرف بالضبط تاريخ بناء هذه الكنيسة غير أن التقليد ينسبها إلى مار توما الرسول الذي من المفترض أنه زار نينوى في القرن الأول الميلادي. وهناك رواية تفيد بأنها كانت منزلا لأحد المجوسيين وأنها تحولت إلى كنيسة بعد إيمانه بالمسيحية بعد أن حل توما ضيفا عليه. ومن المؤكد أنها كانت عامرة في القرن السادس كما ورد ذكرها في زمن الخليفة المهدي الذي استمع على شكوى بخصوصها.

## وصف الكنيسة
تنخفض الكنيسة بحوالي ثلاث أمتار عن مستوى الأرض. ويبلغ طولها 23 متر وعرضها 26. وهي في الحقيقة كنيستان متلاصقتان حيث تنخفض أقدمهما عن الأحدث فردمت لتصبح بنفس المستوى. كما تم ربطهما لكي تبدوان كبناء واحد. ويقع المذبح الرئيسي والمزبحان الجانبيان في الجانب الأحدث من الكنيسة، وتحتوى الكنيسة القديمة على مذبح صغير مزين برسوم نافرة للرسل يعتقد أنها تعود للقرن الثالث عشر.
وقد رممت الكنيسة في فترات متفاوتة وأقدم تجديد معروف لها كان عام 1744. كما تم تجديدها للمرة الأخيرة سنة 1964.
وتعتبر الكنيسة ذات أهمية خاصة في الكنيسة السريانية الأرثوذكسية حيث تحوي على رفعت العديد من بطاركتها الذين اتخذوا من الموصل مقرا لهن في بعض فترات القرنين الثامن عشر والتاسع عشر. كما تحتوي وفقا للتقليد على ذخائر مار توما.

## أثريّة الكنيسة
في يوم 1 كانون الثاني سنة 1994، أعلنت وزارة الثقافة العراقية عن اعتبار الكنيسة موقعاً أثرياً وذكر القرار " اسم الموقع : كنسية مارتوما للسريان الارثوذكس، تسلسل العقار (558) رقم الباب 136/24، محافظة نينوى / شارع نينوى / بين محلة خزرج والشيخ فتحي قرب كنيسة مارتوما، يمكن الوصول الى موقع الكنيسة بواسطة السيارة من خلال طريق فرعي عبر شارع نينوى، يقطن المنطقة سكان من العرب من اهالي مدينة الموصل، مساحة الكنسية (الطول 26 مترا) (العرض 24 مترا وهي مساحة الجزء المبني الارتفاع 12 مترا".

## بعد الاحتلال الأمريكي للعراق
نزح مسيحيو محلة الساعة من مدينة الموصل بعد سلسلة من الهجمات التي استهدفتهم في تشرين الأول 2004, فهجرت الكنيسة منذ ذلك الحين. كما تعرضت في كانون الأول 2009 إلى هجوم بعبوة مسلحة أدى إلى مقتل شخصين وتدمير أجزاء كبيرة منها.
بعد معركة الموصل 2014 على يد تنظيم الدولة الإسلامية (داعش)، نُقلت رفات القديس توما من الكنيسة على يد نيقوديموس داود شرف، رئيس أساقفة السريان الأرثوذكس في الموصل، ونُقلت إلى دير مار متي في 17 يونيو عام 2014. وتم استخدام الكنيسة كسجن من قِبل مقاتلي الدولة الإسلامية حتى تحرير المدينة في عام 2017. وفي عام 2017 أقيم في الكنيسة أول قداس منذ تحريرها من داعش، وقد تم ترميم الكنيسة في عام 2018 لتعود بحلة جديدة.